# آلتونا، انتاریو
التونا، انتاریو (به انگلیسی: Altona, Ontario) یک منطقهٔ مسکونی در کانادا است که در انتاریو واقع شده‌است.

## خصوصیات
التونا ۲۶۷ متر بالاتر از سطح دریا واقع شده‌است.